# 郯城县
郯城县是中华人民共和国山东省临沂市所辖的一个县，位于山东省最南部，地处鲁苏交界处，南邻江苏省邳州市、新沂市、东海县，北接临沂市临沭县、河东区、罗庄区、兰陵县。区域面积为1195平方公里。县人民政府驻郯城街道府前街11号。

## 历史沿革
郯城建置始于春秋时期的炎国，其建成于公元前十一世纪。
战国时期，公元前418年（周威烈王八年）郯国被越国灭亡，纳入越国统治。
公元前355年（周显王十四年），楚国攻灭越国，此地又归楚。
秦朝，郯先后作为薛郡和东海郡的治所。楚汉之际短暂称为郯郡，辖境北近临沂，南至长江以北的扬州、泰州，东濒东海，西南到洪泽湖一带，是秦末增设十郡之一。
汉承秦制，郯为县、郡和徐州刺史治所。
王莽改制，东海郡改为沂平郡。
魏晋南北朝，郯城县建置更趋复杂。先是三国魏黄初年间，东海郡称东海国。晋初，复称东海郡，下辖郯县。晋惠帝时，又改称东海国。
隋朝，改郡为州。开皇初，郯郡废，郯县隶泗州。大业年间，又改州为郡，泗州改称下邳郡，郯县隶下邳。
唐朝，武德年间，施行州县，郯县隶泗州。贞观年间，省入下邳，称郯城乡。从此“郯城”开始作为政区名。元和年间复置县时，以乡名为县名，称郯城县。而后又省入临沂县，仍称郯城，属河南道沂州。
五代十国、宋、金直至元前期，未复县，县原治所称郯城。元末，郯城县复置。
明朝，郯城县隶山东布政司兖州府沂州。
清朝，1724年（雍正二年），划归直隶州。1734年（雍正十二年），升沂州为府，郯城县隶沂州府。
民国时期，1913年，裁府置道，郯城县隶属济宁道。1925年，郯城县隶属琅琊道1928年，道废，郯城县直属山东省政府。1936年，郯城县隶属山东省第三区行政督察专员公署。
抗日战争时期，1938年春，日本军占领郯城。1939年11月，八路军一一五师解放马头镇。1940年1月，又占领郯城，郯城县抗日民主政府成立，隶属鲁南行政专员公署。10月底，郯城复为日军占领。1941年2月，由于形势变化，县政府撤销。1942年4月，马陵办事处建立，隶属滨海专署。1943年，马陵办事处改称郯城县人民政府。10月，县政府隶属滨海专署二行署。1945年4月，郯城县人民政府隶属滨海行署二专署。
中华人民共和国时期，1948年11月8日，隶属鲁中南行署第六专署。1950年5月隶属临沂专区公署。1956年1月，郯城县人民政府改称郯城县人民委员会。1968年2月，改称郯城县革命委员会。1981年6月，复名郯城县人民政府，隶属临沂地区行政公署。
1994年12月至今，隶属山东省临沂市。

## 行政区划
1994年11月10日，撤销杨集乡、黄山乡，设立杨集镇、黄山镇。
1995年12月18日，撤销高峰头乡、庙山乡，设立高峰头镇、庙山镇。
1996年7月3日，撤销港上乡、沙墩乡，设立港上镇、沙墩镇。
1997年6月4日，司家乡更名为清泉乡。
2000年，郯城县辖11个镇、11个乡。12月29日，撤销十里乡、归义乡，将其并入郯城镇；撤销大尚庄乡，将其行政区域并入红花乡；撤销清泉乡，将其并入泉源乡；撤销高册乡，将其并入马头镇。即郯城县由11个镇、11个乡调整为11个镇、6个乡：郯城镇（归义乡、十里乡）、马头镇（高册乡）、重坊镇、李庄镇、褚墩镇、杨集镇、高峰头镇、庙山镇、黄山镇、港上镇、沙墩镇、胜利乡、新村乡、花园乡、红花乡（大尚庄乡）、泉源乡（清泉乡）、归昌乡。（括号内的为被撤并的乡镇）
2011年3月，原辖褚墩镇、黄山镇划归临沂市罗庄区管辖；8月，撤销李庄镇、沙墩镇，合并成立新的李庄镇；撤销新村乡，设立新村银杏产业开发区。
2020年7月，经山东省政府批复，现撤销郯城县花园乡、泉源乡，以其原行政区域设立花园镇、泉源镇，镇政府驻原乡政府驻地。
截至2023年，郯城县下辖1个街道办事处、11个镇、1个乡，2个开发区：
郯城街道、马头镇、重坊镇、李庄镇、杨集镇、港上镇、高峰头镇、庙山镇、红花镇、胜利镇、花园镇、泉源镇和归昌乡，郯城经济开发区和新村银杏产业开发区。

## 地理
郯城县地处鲁中南低山丘陵南部、郯苍平原腹心地带，沂河、沭河穿境。地势北高南低，东高西低，海拔最高184米，最低26米。郯城县地处郯庐断裂带中的沂沭断裂带，1668年7月25日曾经发生震级为Ms8.5的郯城大地震，造成约43,000至50,000人丧生。
因其特殊的地质，有着较好的成矿条件，矿产资源丰富。矿产资源种类主要有铁矿、煤、金刚石、重晶石、萤石。金刚石为境内代表矿种之一。截至2020年底，中国已发现的四颗特大金刚石中，有二颗出自郯城县境内。
郯城县属暖温带大陆性季风气候，年平均气温13.9℃，平均降水量867.7mm。

## 人口

### 人口总数
从1959年到2019年，郯城县总人口稳步增长，从47.93万人增加到104.05万人，呈现出持续上升的趋势。
| 年份 | 人口普查总人口（万人） |
| ---- | ---------------------- |
| 1959 | 47.93                  |
| 1969 | 63.16                  |
| 1979 | 74.86                  |
| 1989 | 85.09                  |
| 1999 | 96.45                  |
| 2009 | 100.64                 |
| 2019 | 104.05                 |

自从1949年起，建国70年，郯城县净增人口62.69万人，净增率达151.57%，此人口数字为建国前186年间所增人口的19.12倍，若以1953年第一次人口普查数字338770人计算，郯城县1953—2019年66年间，净增人口70.17万，净增率210.06%，更为建国前186年间所增人口的21.4倍。
2022年，全县总人口1041472人，其中城镇人口307575人，乡村人口733897人；男性541909人，女性499563人。新出生人口7953人，死亡人口11458人。
2023年，全县总人口1040775人，其中城镇人口350028人，乡村人口690747人；男性541810人，女性498965人。新出生人口7411人，比去年减少542人；死亡人口5929人。
截至2023年末，郯城县常住人口104.1万人，比去年增加1482人，城镇人口35万人，乡村人口69.1万人。

## 交通
205国道、 310国道、 京沪高速、胶新铁路过境。京沪高铁二线正在修建中。
距离临沂启阳国际机场50公里，连云港花果山机场80公里，徐州观音国际机场110公里。

## 饮食
有沂蒙煎饼、吊炉朝牌、糁等特色小吃。

## 名人
Category: 郯城人